# Brandão (ur. 1980)
Brandão, właśc. Evaeverson Lemos da Silva (ur. 16 czerwca 1980 w São Paulo) – brazylijski piłkarz, grający na pozycji napastnika.

## Kariera klubowa
W 1998 rozpoczął karierę piłkarską w klubie Grêmio Maringá. Od 2000 po sezonie grał w takich klubach jak: União Bandeirante FC, Iraty Sport Club oraz AD São Caetano. W lipcu 2002 wyjechał do Europy, gdzie podpisał kontrakt z ukraińskim klubem Szachtar Donieck, a cena transferu wyniosła 1 mln euro. W styczniu 2009 roku za 6 mln euro został sprzedany do Olympique Marsylia. Wraz z OM zdobył Puchar Ligi Francuskiej i mistrzostwo Francji w 2010.
W sierpniu 2012 roku podpisał dwuletni kontrakt z pierwszoligowym AS Saint-Étienne. Brandão rozegrał tam 53 mecze i strzelił 17 goli. W 2013 wraz z zespołem zdobył Puchar Ligi Francuskiej.
5 sierpnia 2014 roku podpisał dwuletni kontrakt z pierwszoligowym zespołem SC Bastia. Po wygaśnięciu kontraktu odszedł z klubu, a następnie występował w Londrinie, CA Tricordiano oraz Lewadiakosie. W 2017 roku zakończył karierę.
| Sezon     | Klub                | Kraj     | Rozgrywki          | Mecze | Gole | Rozgrywki kontynentalne   | Mecze | Bramki |
| --------- | ------------------- | -------- | ------------------ | ----- | ---- | ------------------------- | ----- | ------ |
| 2002/2003 | Szachtar Donieck    | Ukraina  | Premier-liha       | 18    | 4    | Liga Mistrzów Puchar UEFA | 1     | 0      |
| 2003/2004 | Szachtar Donieck    | Ukraina  | Premier-liha       | 18    | 8    | Liga Mistrzów Puchar UEFA | 3 2   | 1 0    |
| 2004/2005 | Szachtar Donieck    | Ukraina  | Premier-liha       | 21    | 12   | Liga Mistrzów Puchar UEFA | 7 3   | 2 1    |
| 2005/2006 | Szachtar Donieck    | Ukraina  | Premier-liha       | 26    | 15   | Liga Mistrzów Puchar UEFA | 2 7   | 0 5    |
| 2006/2007 | Szachtar Donieck    | Ukraina  | Premier-liha       | 20    | 9    | Liga Mistrzów Puchar UEFA | 8 2   | 0      |
| 2007/2008 | Szachtar Donieck    | Ukraina  | Premier-liha       | 25    | 12   | Liga Mistrzów             | 10    | 5      |
| 2008/2009 | Szachtar Donieck    | Ukraina  | Premier-liha       | 12    | 5    | Liga Mistrzów             | 7     | 1      |
| 2008/2009 | Olympique Marsylia  | Francja  | Ligue 1            | 16    | 7    | –                         | –     | –      |
| 2009/2010 | Olympique Marsylia  | Francja  | Ligue 1            | 30    | 8    | Liga Mistrzów Liga Europy | 6 2   | 1 0    |
| 2010/2011 | Olympique Marsylia  | Francja  | Ligue 1            | 19    | 1    | Liga Mistrzów             | 7     | 2      |
| 2011      | Cruzeiro EC         | Brazylia | Série A            | 5     | 0    | Copa Libertadores         | 1     | 0      |
| 2011      | Grêmio Porto Alegre | Brazylia | Série A            | 14    | 4    | –                         | –     | –      |
| 2011/2012 | Olympique Marsylia  | Francja  | Ligue 1            | 17    | 1    | Liga Mistrzów             | 4     | 1      |
| 2012/2013 | AS Saint-Étienne    | Francja  | Ligue 1            | 27    | 11   | –                         | –     | –      |
| 2013/2014 | AS Saint-Étienne    | Francja  | Ligue 1            | 26    | 6    | Liga Europy               | 4     | 3      |
| 2014/2015 | SC Bastia           | Francja  | Ligue 1            | 9     | 0    | –                         | –     | –      |
| 2015/2016 | SC Bastia           | Francja  | Ligue 1            | 27    | 3    | –                         | –     | –      |
| 2017      | Londrina EC         | Brazylia | Série B            | 1     | 0    | –                         | –     | –      |
| 2017/18   | APO Lewadiakos      | Grecja   | Superleague Ellada | 9     | 2    | –                         | –     | –      |

## Sukcesy i odznaczenia

### Sukcesy klubowe
- mistrz Campeonato Paranaense: 2002
- finalista Copa Libertadores: 2002
- mistrz Ukrainy: 2004/05, 2005/06, 2007/08
- wicemistrz Ukrainy: 2002/03, 2003/04, 2006/07
- zdobywca Pucharu Ukrainy: 2003/04, 2007/08
- zdobywca Superpucharu Ukrainy: 2005
- finalista Pucharu Ukrainy: 2002/03, 2004/05, 2006/07
- wicemistrz Francji: 2008/09
- zdobywca Pucharu Ligi Francuskiej: 2009/10 i 2012/13
- mistrz Francji: 2009/2010

### Sukcesy indywidualne
- król strzelców Puchar Pierwogo Kanału: 2006
- król strzelców Mistrzostw Ukrainy: 2005/06